# أغوستين تاماميس
أغوستين تاماميس (بالإسبانية: Agustín Tamames)‏ مواليد 19 أكتوبر 1944 في إسبانيا، هو دراج إسباني سابق في صنف سباق الدراجات على الطريق. سبق أن شارك في دورة الألعاب الأولمبية الصيفية.

## سباقات أو مراحل فاز بها
- طواف إسبانيا

## روابط خارجية
- أغوستين تاماميس على موقع أرشيف الدراجات (الإنجليزية)
- أغوستين تاماميس على موقع إحصائيات الدراجات الإحترافية (الإنجليزية)
- أغوستين تاماميس على موقع CycleBase (الإنجليزية)
- أغوستين تاماميس على موقع أوليمبيديا (الإنجليزية)
- أغوستين تاماميس على موقع اللجنة الأولمبية الإسبانية (الإسبانية)